# Chiesa di Sant'Egidio (Siena)
La chiesa di Sant'Egidio, oggi non più esistente, era un luogo di culto cattolico di Siena.
Fu demolita quando nel 1903 le Cappuccine, fondate dalla mistica senese Passitea Crogi, furono costrette a lasciare il loro primo convento presso l'area del Castellare dei Malavolti, in cui oggi sorge la piazza Giacomo Matteotti (piazza della Posta) per la costruzione del nuovo Palazzo delle Poste. Le religiose dal 1999 hanno abbandonato Siena per ritirarsi vicino a Colle di Val d'Elsa presso il convento dei Cappuccini; attualmente il monastero si è estinto ed è stato soppresso. Dell'antico convento rimane, tra le altre opere, la tavola con il San Lorenzo del Vecchietta, oggi conservata nella Pinacoteca Nazionale di Siena.